# Oleszna
Oleszna (alemán: Langenöls) es una localidad del distrito de Dzierżoniów, en el voivodato de Baja Silesia (Polonia). Se encuentra en el suroeste del país, dentro del término municipal de Łagiewniki, a unos 3 km al noroeste de la localidad homónima y sede del gobierno municipal, a unos 21 al nordeste de Dzierżoniów, la capital del distrito, y a unos 40 al suroeste de Breslavia, la capital del voivodato. Oleszna perteneció a Alemania hasta 1945, año en el que pasó a formar parte del voivodato polaco de Breslavia hasta 1998.